# Angelica tomentosa
Angelica tomentosa es una especie de planta herbácea de la familia de las apiáceas. Es nativa de las sierras costeras de California y Oregón el sur, donde crece en zonas boscosas. 

## Descripción
Esta es una hierba perenne decumbente que produce un tallo erecto y hueco que generalmente alcanza entre 1 y 2 metros de altura. Las hojas pueden tener casi un metro de largo, pero están en realidad formadas por muchos foliolos, cada uno de hasta 12 centímetros de largo y con forma de lanza de forma ovalada y, a veces dentados. La inflorescencia es una umbela compuesta de hasta 60 rayos florales con grupos de flores blanquecinas o amarillentas.

## Taxonomía
Angelica tomentosa fue descrita por  Sereno Watson y publicado en Proceedings of the American Academy of Arts and Sciences 11: 141. 1876.
Etimología
Ver: Angelica
tomentosa: epíteto que significa "peluda".
Sinonimia
- Angelica tomentosa var. elata Jeps. basónimo [3]